# 아시아·유럽 정상회의
아시아 유럽 정상회의(Asia-Europe Meeting) 약칭 아셈(ASEM)은 1996년 태국 방콕에서 처음 연 정상회의이다. 아셈은 1996년에 동남아시아 국가 연합 7개국과 대한민국, 일본, 중화인민공화국, 유럽 연합 회원국 15개국이 모여 처음 회의를 열었다. 아셈은 2년에 한 번씩 아시아와 유럽을 오가며 회의를 개최하고 있다.

## 개요
1994년 10월 '아시아·유럽 연합 회의'에서 고촉통 싱가포르 수상이 아시아와 유럽 간의 협력 관계 강화를 위해 제안한 ASEM은 한·중·일·동북아 3개국, 동남아의 ASEM 회원 7개국, 유럽연합(EU) 15개국 등 모두 25개국이 참여하는 아시아·유럽간의 정상회의이다. 다자주의 자유 무역 체제를 강화하고 배타적인 지역주의 추세를 완화하자는 취지의 이 모임은 참가국에 대한 구속력이 없으며, 미국이 배제되어 있다. 회의에서 각국 정상은 양 대륙간의 정치 대화 증진, 경제 협력 강화 및 기타 협력 증진 등 세 개 분야에 관해 의견 교환을 하고, 회의 결과는 의장 성명 형식으로 발표된다. 제1차 회의는 1996년 3월 방콕에서 열렸다.

## 회원
2018년 기준, 51개 국가(아시아 21개국, 유럽 30개국)와 2개의 지역 기구가 참여한다.

### 아시아
| - 대한민국 (1996년 가입) - 말레이시아 (1996년 가입) - 베트남 (1996년 가입) - 브루나이 (1996년 가입) - 싱가포르 (1996년 가입) - 인도네시아 (1996년 가입) | - 일본 (1996년 가입) - 중국 (1996년 가입) - 태국 (1996년 가입) - 필리핀 (1996년 가입) - 라오스 (2004년 가입) | - 미얀마 (2004년 가입) - 캄보디아 (2004년 가입) - 인도 (2006년 가입) - 몽골 (2006년 가입) - 파키스탄 (2006년 가입) | - 뉴질랜드 (2010년 가입)1 - 러시아 (2010년 가입)2 - 오스트레일리아 (2010년 가입)1 - 방글라데시 (2012년 가입) - 카자흐스탄 (2014년 가입) |

### 유럽
| - 그리스 (1996년 가입) - 네덜란드 (1996년 가입) - 덴마크 (1996년 가입) - 독일 (1996년 가입) - 룩셈부르크 (1996년 가입) - 벨기에 (1996년 가입) - 스웨덴 (1996년 가입) - 스페인 (1996년 가입) | - 아일랜드 (1996년 가입) - 영국 (1996년 가입) - 오스트리아 (1996년 가입) - 이탈리아 (1996년 가입) - 포르투갈 (1996년 가입) - 프랑스 (1996년 가입) - 핀란드 (1996년 가입) - 라트비아 (2004년 가입) | - 리투아니아 (2004년 가입) - 몰타 (2004년 가입) - 슬로바키아 (2004년 가입) - 슬로베니아 (2004년 가입) - 에스토니아 (2004년 가입) - 체코 (2004년 가입) - 키프로스 (2004년 가입) | - 폴란드 (2004년 가입) - 헝가리 (2004년 가입) - 루마니아 (2006년 가입) - 불가리아 (2006년 가입) - 노르웨이 (2012년 가입) - 스위스 (2012년 가입) - 크로아티아 (2014년 가입) |

1 뉴질랜드와 오스트레일리아는 오세아니아에 위치하고 있으나 ASEM에서는 아시아 국가로 분류한다.
2 러시아는 유럽과 아시아 두 대륙에 걸쳐 있으나 ASEM에서는 아시아 국가로 분류한다.

### 국제 기구
- 유럽 위원회 (1996년 가입)
- 동남아시아 국가 연합 (2006년 가입)

## 역대 아시아 유럽 정상회의
| 회차       | 일정                         | 개최 장소       |
| ---------- | ---------------------------- | --------------- |
| 1차        | 1996년 3월 1일 ~ 3월 2일     | 태국 방콕       |
| 2차        | 1998년 4월 3일 ~ 4월 4일     | 영국 런던       |
| 3차 (상세) | 2000년 10월 20일 ~ 10월 21일 | 대한민국 서울   |
| 4차        | 2002년 9월 22일 ~ 9월 24일   | 덴마크 코펜하겐 |
| 5차        | 2004년 10월 8일 ~ 10월 9일   | 베트남 하노이   |
| 6차        | 2006년 9월 10일 ~ 9월 11일   | 핀란드 헬싱키   |
| 7차        | 2008년 10월 24일 ~ 10월 25일 | 중국 베이징     |
| 8차        | 2010년 10월 4일 ~ 10월 5일   | 벨기에 브뤼셀   |
| 9차        | 2012년 11월 5일 ~ 11월 6일   | 라오스 비엔티안 |
| 10차       | 2014년 10월 16일 ~ 10월 17일 | 이탈리아 밀라노 |
| 11차       | 2016년 9월 15일 ~ 9월 16일   | 몽골 울란바토르 |
| 12차       | 2018년 10월 18일 ~ 10월 19일 | 벨기에 브뤼셀   |
| 13차       | 2021년 11월 25일 ~ 11월 26일 | 캄보디아 프놈펜 |